# AmbaCoin
L'AmbaCoin è la criptovaluta ufficiale dell'autoproclamata Repubblica Federale dell'Ambazonia.
Nel 2018 il prezzo del cambio era stimato in 0,25 $, circa 140 franchi CFA.